# Tauber-Mehlbeere
Die Tauber-Mehlbeere (Sorbus dubronensis) ist eine Pflanzenart aus der Gattung der Mehlbeeren (Sorbus) innerhalb der Familie der Rosengewächse (Rosaceae).

## Beschreibung

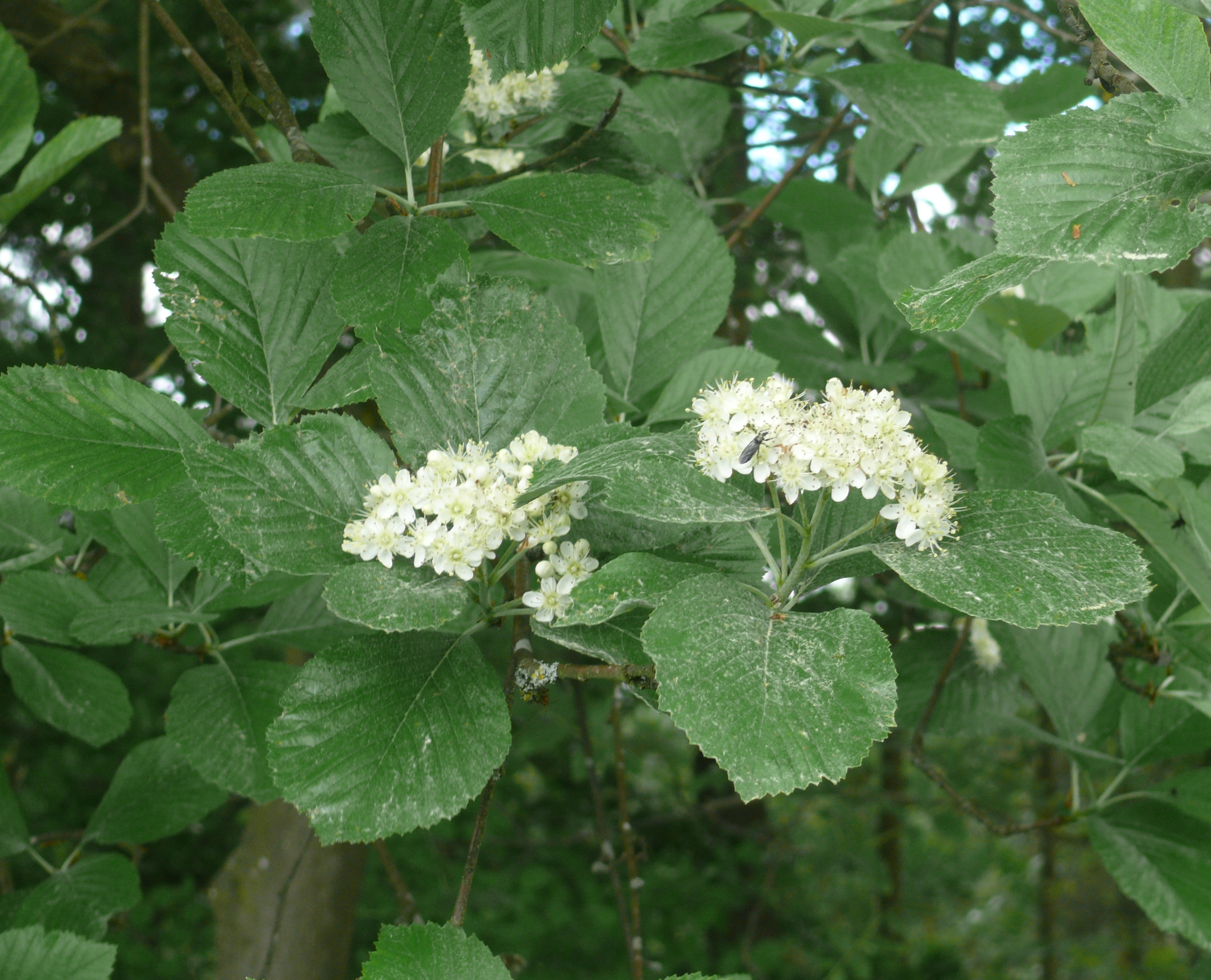
Zweig mit Laubblättern und Blütenständen

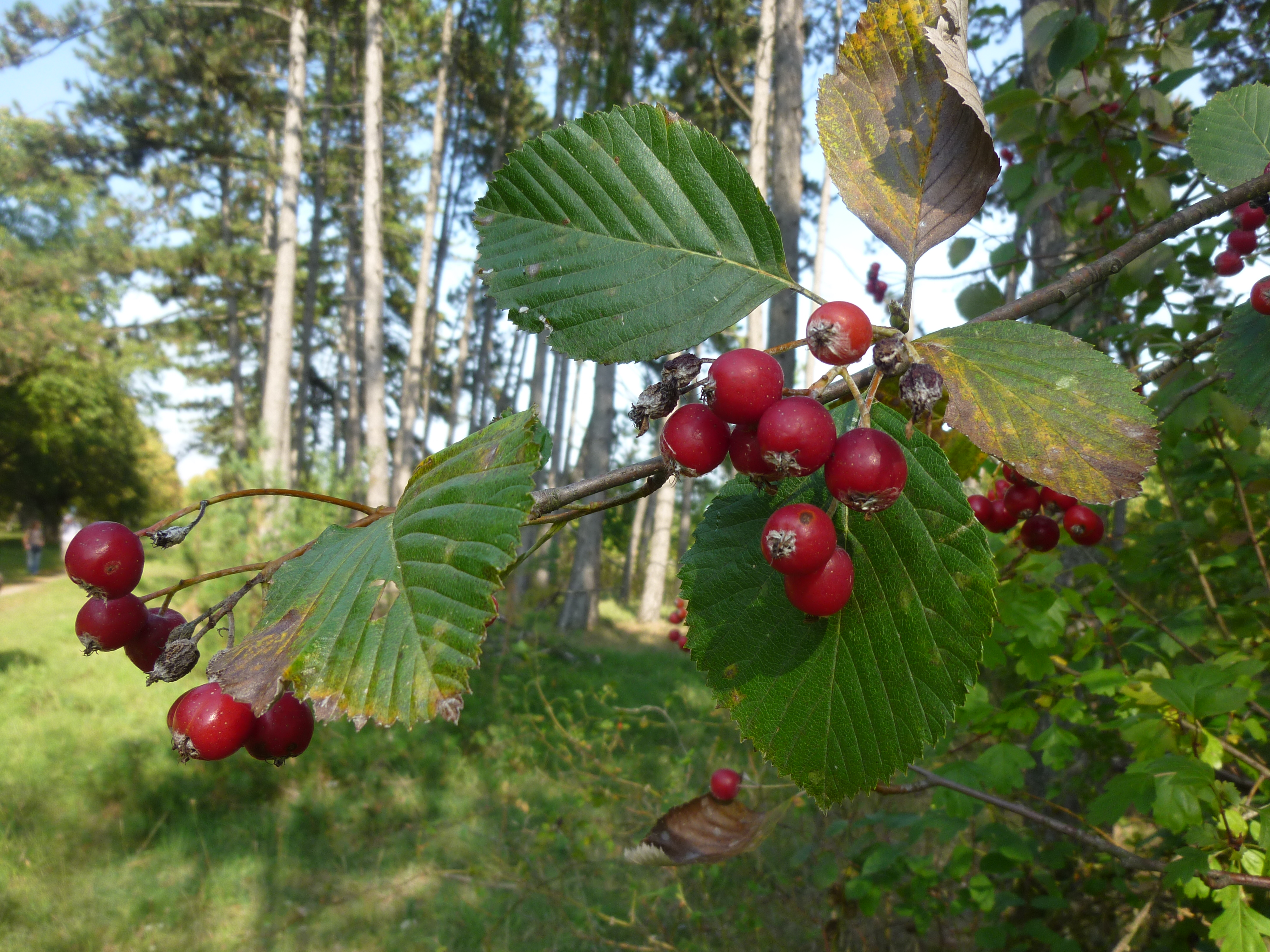
Zweig mit Laubblättern und Früchten am 24. September 2011

### Vegetative Merkmale
Die Tauber-Mehlbeere wächst als Strauch oder kleiner Baum und erreicht Wuchshöhen von bis zu 10 Metern. Die Borke ist grau bis dunkelgrau, in der Jugend glatt. Die Rinde der Zweige ist graubraun, anfangs behaart später verkahlend. Die Knospen sind eiförmig mit zugespitztem oberen Ende. Die Knospenschuppen sind grün, verkahlend, klebrig, mit schmalem braunem Rand.
Die wechselständig an den Zweigen angeordneten Laubblätter sind in Blattstiel und -spreite gegliedert. Der Blattstiel ist meist 16 bis 20 (13 bis 22) Millimeter lang und filzig behaart. Die Blattspreite ist allgemein einfach, ledrig, oberseits jung graufilzig behaart, später dunkelgrün, etwas glänzend, unterseits gleichmäßig dicht weißgrau filzig behaart, oval bis breit-lanzettlich, mit zehn bis elf Blattnerven auf jeder Seite und einem Winkel des dritten Nervs mit der Mittelrippe bei 30 bis 40, selten bis zu 45°. Am Kurztrieb Blattspreiten zugespitzt breit-lanzettlich bis rundlich-rhombisch mit gerader oder etwas zugespitzter Spitze. Blattabmessungen am Kurztrieb 9 bis 10 Zentimeter lang und etwa 7 Zentimeter breit, um 1,4-mal so lang wie breit, an breitesten um meist 50 (45 bis 60) % der Spreitenlänge, von der Basis gesehen, mit gerade zugespitzter Blattspitze mit einem Winkel von 140 bis 160°, an der Basis keilig bis breit keilig mit einem Basiswinkel um 80 bis meist 90 bis 100°, mit flachen Rändern; Zähnung gleichmäßig doppelt, mit den größten Zähnen am Ende der Hauptnerven; mit meist fünf bis sechs (vier bis sieben) Zähnen zwischen dem zweiten und dritten Hauptnerv von unten; dabei der Einschnitt zwischen zweitem und drittem Hauptnerv 2 bis 3 Millimeter.

### Generative Merkmale
Der kompakte, konvexe Blütenstand besitzt filzig behaarte Blütenstandsachsen.
Die zwittrige Blüte ist radiärsymmetrisch und fünfzählig mit doppelter Blütenhülle. Kelche dreieckig, spitz, beiderseits filzig, mit 3 Millimeter Seitenlänge und 2 Millimeter Breite an der Basis; Kelchblätter durch lange Randhaare mit dem Nachbarblatt verzahnt, die Bucht dazwischen dadurch abgerundet wirkend; Kelch während der Blüte ausgebreitet, bis zum Ende aufgerichtet, bleibend, an der Frucht später zusammengelegt, trocken. Die fünf freien, ausgebreiteten, weißen Kronblätter sind bei einer Länge von meist 6,5 bis 7,5 (6 bis 8) Millimetern sowie einer Breite von meist 4,5 bis 5,0 (4,0 bis 5,5) Millimetern breit-elliptisch, konkav, mit an ihrer Basis entspringenden, wolligen Haaren auf der Oberseite, unterwärts kahl, mit kurzem Nagel. Es sind etwa 20 Staubblätter vorhanden. Staubbeutel blass gelb. Fruchtknoten halb unterständig, mit zwei teilweise verwachsenen, an der Basis behaarten, sonst kahlen Griffeln.
Die bei Reife dunkelroten Früchte sind bei einer Länge von meist 11 bis 12 (10 bis 13) Millimetern sowie einer Breite von meist 12,5 bis 14,5 (12 bis 15) Millimeter rundlich und stets breiter als lang. Am Stiel und um den Kelch filzig, sonst üblicherweise kahl, matt oder glänzend, mit gleichmäßig verteilten Lentizellen. Samen bräunlich, gestrichelt.

## Phänologie
Die Blütezeit reicht von April bis Mai. Die Früchte reifen ab Mitte September.

## Ökologie
DNA-Ploidiestufe: tetraploid. Reproduktion vermutlich vorwiegend agamosperm, angesichts der sympatrischen, triploiden Hybriden mit Sorbus torminalis im Areal sicherlich auch sexuell.

## Unterscheidung zu ähnlichen Arten
Sorbus dubronensis kann von den ebenfalls polyploiden süddeutschen Arten der Hügel-Mehlbeere (Sorbus collina) und der Donau-Mehlbeere (Sorbus danubialis) gut unterschieden werden: Gegenüber Sorbus danubialis weicht in Merkmalen wie Blattumfang, Blattlänge, Blattbreite, Winkel der Spreitenbasis, Zahnhöhe, Anzahl der Blattnerven, spezifische Trockenmasse signifikant ab. Sorbus dubronensis zeigt deutlich größere Blätter als Sorbus danubialis, außerdem sind bei ihr die Blattzähne nicht wie bei der Donau-Mehlbeere aus der Ebene verdreht, wodurch der Blattrand gewellt wirkt.
Gegenüber Sorbus collina ist die Tauber-Mehlbeere durch ihre vergleichsweise großen, lanzettlich rhombischen, durchweg zugespitzten Blattspreiten von den verkehrt-eiförmigen, wesentlich geringer zugespitzten Blattspreiten abtrennbar. Die breiteste Blattstelle liegt bei Sorbus dubronensis deutlich zur Spreitenbasis verschoben, während bei Sorbus collina die breiteste Blattstelle in der Mitte der Blattspreite liegt. Ferner zeigt Sorbus dubronensis einen deutlich spitzeren Winkel an der Spreitenbasis, tiefere Positionen der maximalen Einschnitte am Blatt, größere Zahnbreite und Anzahl der Nerven. Während die Blattspitze der Tauber-Mehlbeere gerade zuläuft und zugespitzt ist, läuft sie bei der Hügel-Mehlbeere bogenförmig stumpf zu und wird meistens von einem sehr kleinen Spitzchen gekrönt.
Die Echte Mehlbeere (Sorbus aria s. str.) der Schwäbischen Alb, des Schwarzwaldes und aus Thüringen ist diploid. Entgegen der Echten Mehlbeere im engeren Sinne ist Sorbus dubronensis eine derbblättrige Aria-Sippe mit dunkelroten, breitrunden Früchten.

## Vorkommen
Die Tauber-Mehlbeere ist ein Lokalendemit Süddeutschlands und tritt vor allem im Bereich von Main und Tauber zwischen Würzburg (südliches Unterfranken) und Nordbaden auf. In diesem Bereich vertritt Sorbus dubronensis die Untergattung Aria allein, vergesellschaftet mit Speierling (Sorbus domestica), Elsbeere (Sorbus torminalis) und einigen agamospermen Hybriden zwischen Sorbus dubronensis  und Sorbus torminalis. Eine Übersicht von Fundorten findet sich in der Erstbeschreibung. Der südwestliche Arealrand dürfte bei Buchen-Bödigheim liegen. Der Holotypus stammt aus dem Naturschutzgebiet Kallmuth bei Homburg, einer westexponierten Kalkklippe im Unteren Muschelkalk am Rande des Maintals (Landkreis Main-Spessart).
Die Tauber-Mehlbeere kommt in der Regel auf Muschelkalk in Höhenlagen von 220 bis 410 Metern vor. Die xerotherme Sorbus dubronensis gedeiht am besten auf offenen oder lichten Biotopen wie Felskanten, felsdurchsetzten Hängen und Kuppen, besonnten Waldrändern, lichten Wäldern, oft mit Kiefernbestockung, Waldwegränder und Waldlichtungen.
Die Zahl der Individuen wird grob auf etwa 1.000 Exemplare geschätzt.

## Systematik
Sorbus dubronensis gehört zur Mehlbeeren-Untergattung Aria Pers. Sie besitzt einen tetraploiden Chromosomensatz und bildet mit der Elsbeere (Sorbus torminalis) fixierte Bastarde. Beispiele sind Meyers Mehlbeere (Sorbus meyeri), Mädchen-Mehlbeere (Sorbus puellarum) und Seybold-Mehlbeere (Sorbus seyboldiana).
Ein Synonym für Sorbus dubronensis ist Aria dubronensis.

### Entdeckung und Namensgebung
Es ist schon lange bekannt, dass die Mehlbeeren der Untergattung Aria des Main-Tauber-Gebietes abweichen. Als erster bewusster Finder dieser Art kann Ruprecht Düll gelten, der Autor der ersten modernen Übersicht zu Sorbus-Formen Bayerns und Thüringens. Düll hatte bereits 1960 Pflanzenbelege im Herbarium Karlsruhe aus Scheden als Sorbus aria (L.) Crantz - graeca beschriftet. Der älteste Nachweis dort ist ein von Reallehrer H. Stoll am 26. Mai 1888 gesammelter Beleg vom Locus classicus. Bei einer Biotopkartierung des Landkreises Würzburg 1995 stieß der Mehlbeerenspezialist Norbert Meyer um Helmstadt an mehreren Stellen auf diese Aria-Sippe. Im Auftrag der Landschaftspflegeverbände der Landkreise Würzburg und Main-Spessart zusammen mit Lenz Meierott in den Jahren 2003 und 2008 durchgeführte Untersuchungen zu Sorbus ergaben weitere Vorkommen im Grenzbereich zu Baden. Die Erstbeschreibung erfolgte schließlich im Winter 2020 durch Norbert Meyer, Martin Feulner und Timothy C. G. Rich. Der erste Nachweis von Sorbus dubronensis geht auf den Reallehrer Heinrich Stoll zurück. Er sammelte die Art am 26. Mai 1888 am locus classicus (Kallmuth bei Lengfurth). Der Beleg dazu findet sich Herbar des Staatlichen Museums für Naturkunde in Karlsruhe 2). Der Holotypusbeleg der Tauber-Mehlbeere liegt in München, die Isotypi im Naturkundemuseum Stuttgart und im Privatherbar Norbert Meyer.
Das Artepitheton dubronensis geht auf die Hauptverbreitung der Art Sorbus dubronensis, das Taubergebiet, ein. Der Flussname „Tauber“ wird auf das keltische Wort dubr (bzw. Plural: dubra) für Wasser zurückgeführt. Andere Ableitungen erklären den Namen durch Dubron (keltisch) mit der Bedeutung „schnell dahineilendes Wasser“.

## Gefährdung und Schutzverantwortung
Die Rote Liste der Farn- und Blütenpflanzen Deutschlands enthält Sorbus dubronensis, da erst 2020 beschrieben, noch nicht. Aufgrund des isolierten, endemischen Vorkommens ist Deutschland für die Erhaltung der Art allerdings in besonders hohem Maße verantwortlich.